# Michèle Simonnet
Pour les articles homonymes, voir Simonnet.
Michèle Simonnet est une actrice française.

## Formation
- Atelier-École Charles Dullin
- Atelier Andréas Voutsinás

## Filmographie

### Cinéma
- 1972 : Far from Dallas de Philippe Toledano
- 1973 : George qui ? de Michèle Rosier
- 1973 : Bel ordure de Jean Marbœuf
- 1975 : Monsieur Balboss de Jean Marbœuf
- 1976 : Nuit d'or de Serge Moati
- 1978 : L'Amour violé de Yannick Bellon
- 1978 : Adieu voyages lents de Marie-Geneviève Ripeau
- 1979 : La Ville des silences de Jean Marbœuf
- 1979 : Le Règlement intérieur de Michel Vuillermet, sélection "Perspectives" Cannes 1979
- 1979 : Bobo la tête (À propos de neige fondue) de Gilles Katz
- 1981 : L'Amour nu de Yannick Bellon
- 1983 : Sarah dit, Leila dit de Frans Buyens
- 1984 : La Triche de Yannick Bellon
- 1985 : En l'absence du peintre de Marie-Geneviève Ripeau
- 1988 : Corentin ou les Infortunes conjugales de Jean Marbœuf
- 1988 : Les Années sandwiches de Pierre Boutron
- 1988 : Bernadette de Jean Delannoy
- 1989 : La Passion de Bernadette de Jean Delannoy
- 1990 : La Grosse de Françoise Decaux
- 1996 : Temps de chien de Jean Marbœuf
- 2000 : La nuit porte conseil de David Faroult
- 2002 : Mille millièmes (Fantaisie Immobilière) de Rémi Waterhouse
- 2005 : Saint-Jacques… La Mecque de Coline Serreau
- 2006 : Coup de sang de Jean Marbœuf
- 2009 : Les vieux sont nerveux de Thierry Boscheron
- 2009 : Krach de Thierry Boscheron
- 2023 : 5 Hectares d'Émilie Deleuze
- 2025 : Le Dernier Souffle de Costa-Gavras

### Télévision
- 1964 : 325.000 Francs de Jean Prat
- 1972 : Dimanche vole de Gérard Chouchan
- 1973 : Liberté provisoire de Bernard Maigrot
- 1974 : Au pays d'Eudoxie ou le satyre de la Villette de Bernard d'Abrigeon
- 1975 : Le Pain noir de Serge Moati
- 1979 : Derrière le mur (L'inspecteur mène l'enquête) de Guy Saguez
- 1980 : Louis et Rejane de Philippe Laïk
- 1980 : La Faute (Les Dossiers de l'écran) d'André Cayatte
- 1982 : La Cerisaie d'Anton Tchekhov, réalisation Peter Brook
- 1982 : Une faiblesse passagère de Colette Djidou
- 1982 : L'Escale imprévue de Renée Darbon
- 1983 : Pas perdus de Jean-Daniel Simon
- 1983 : Les Cinq Dernières Minutes (épisode Meurtre sans pourboire) série télévisée de Jean Chapot
- 1984 : Un meurtre sans pourboire de Jean Chapot
- 1985 : Le Regard dans le miroir de Jean Chapot
- 1992 : Dialogue dans le marécage de Dominique Gros
- 1992 : Louis Renault, un visionnaire de Jean Larriaga
- 1993 : Notre-Dame des anges de Pascal Goethals
- 1993 : La Petite Fille dans le placard de Françoise Decaux
- 1994 : Fin de bail (Les Cinq Dernières Minutes) de Jean-Jacques Kahn
- 1996 : Madame le Proviseur (épisode Attention peinture fraîche) de Jean Marbœuf
- 1998 : Meurtres sans risque de Christiane Spiero
- 1999 : Meurtre dans un jardin potager (Maigret) d'Edwin Baily
- 1999 : Avocats et Associés de Philippe Triboit
- 1999 : Orthographe renforcée de Jean Larriga (court métrage)
- 2000 : S'il vous plait (Marie Fransson), de Christiane Spiero
- 2001 : Les Ex font la loi, (Erreur de jugement), de Philippe Triboit
- 2004 : Dernières volontés (Le Grand Patron), de Christian Bonnet
- 2005 : La Femme coquelicot de Jérôme Foulon
- 2009 : Ah, c'était ça la vie ! de Franck Appréderis
- 2016 : Le juge est une femme, (Une vie de plus) de Jean-Christophe Delpias
- 2017 : La Mante, d'Alexandre Laurent
- 2017 : Paris, etc., de Zabou Breitman
- 2022 : The New Look, de Julia Ducournau (Apple TV)

### Directrice Artistique
De courts métrages, Films Talents Cannes Adami 2003, 2004, 2005 et 2006.
- 2003 : Bien entendu, de Zabou Breitman
- 2003 : Bien dit, de Zabou Breitman
- 2003 : Bien joué, de Zabou Breitman
- 2003 : Une fleur pour Marie, de Lætitia Colombani
- 2003 : Quelques mots d’amour, de Lætitia Colombani
- 2003 : Casting urgent, de Lætitia Colombani
- 2003 : Mel’Ange, de Laurence Côte
- 2003 : Ascenseur pour un boulot, de Laurence Côte
- 2003 : Phares dans la nuit, de Laurence Côte
- 2003 : L'épicerie, de Marina de Van
- 2003 : L'hôpital, de Marina de Van
- 2003 : L'hôtel, de Marina de Van
- 2003 : À un cheveu près, de Francis Perrin
- 2003 : L’amour est aveugle, de Francis Perrin
- 2003 : Terminus, de Francis Perrin
- 2004 : À poil ! d’Emmanuelle Bercot
- 2004 : Cachez moi de Michel Boujenah
- 2004 : Peurs de Myriam Boyer
- 2004 : Saint Joseph priez pour nous de Denise Chalem
- 2004 : Si j’ose dire de Chad Chenouga
- 2004 : Face ou pile de Patrick Chesnais
- 2004 : J’ai peur, j’ai mal, je meurs de Julie Delpy
- 2004 : Mathilde au matin de Maria de Medeiros
- 2004 : Personnes en danger de Pierre-Loup Rajot
- 2004 : R.A.S d’Emmanuel Salinger
- 2005 : Tête de gondole de Didier Flamand
- 2005 : Et si Kubrick, c’était laid de Thierry Binisti
- 2005 : Le show des machos de Thierry Binisti
- 2005 : Apparences de Thierry Boscheron
- 2005 : C’est gratuit de Thierry Boscheron
- 2005 : Flagrant délit de Benoît Cohen
- 2005 : Les citrouilles grossissent… de Benoît Cohen
- 2005 : Vache-qui-rit de Philippe Lioret
- 2005 : Tue l’amour de Philippe Lioret
- 2005 : La pause de Laurent Tirard
- 2005 : À consommer froid de préférence de Laurent Tirard
- 2006 : Dans l'vent d’Alain Beigel
- 2006 : Terre d'asile d’Alain Beigel
- 2006 : Ma belle rebelle de Jean Paul Civeyrac
- 2006 : Mon prince charmant de Jean Paul Civeyrac
- 2006 : Nathalie Moretti... de Sophie Fillières
- 2006 : Antoine et Sidonie... de Sophie Fillières
- 2006 : Chant prénatal de Sam Karmann
- 2006 : Issues de secours de Sam Karmann

## Café-Théâtre
- 1975 : La golden est souvent farineuse de Josiane Lévêque, mise en scène Évelyne Dandry, Théâtre de la Cour des Miracles
- 1977 : Zizanie bretelle de Josiane Lévêque Mises en scène d'Évelyne Dandry, à la Cour des Miracles
- 1978 : Confetti en tranches de Josiane Lévêque Mises en scène de Gilbert Beugnot, Théâtre de la Cour des Miracles

## Théâtre
- 1962 : Gilda appelle Mae West de Michel Parent, mise en scène Jean-Marie Serreau, 9e Festival des Nuits de Bourgogne Dijon
- 1963 : Volpone de Ben Jonson, mise en scène Jo Tréhard, Comédie de Caen, théâtre de la Ville
- 1964 : Vénus ou L'Amour forcé de Pol Gaillard, mise en scène Jean-Jacques Aslanian, théâtre de Plaisance
- 1964 : La Dispute de Marivaux, mise en scène Jean-Marie Patte, théâtre de la Vieille-Grille
- 1964 : Les Mouches de Jean-Paul Sartre, mise en scène Jean Deschamps, théâtre antique d'Arles
- 1964 : L'Alouette de Jean Anouilh, mise en scène Jean Anouilh et Roland Piétri, Festival de la Cité Carcassonne, théâtre antique d'Arles
- 1964 : Le Cid de Corneille, mise en scène Daniel Leveugle, Festival de la Cité Carcassonne, théâtre antique d'Arles
- 1964 : Capitaine Fracasse de Théophile Gautier, mise en scène Jean Deschamps, Festival de la Cité Carcassonne, théâtre antique d'Arles
- 1964 : Maître Puntila et son valet Matti de Bertolt Brecht, mise en scène Georges Wilson, TNP théâtre de Chaillot
- 1965 : Le Cid de Corneille, mise en scène Jean Deschamps, Festival de la Cité Carcassonne
- 1967 : Dieu, empereur et paysan de Julius Hay, mise en scène Georges Wilson, TNP théâtre de Chaillot
- 1967 : Tango de Sławomir Mrożek, mise en scène Laurent Terzieff, théâtre de Lutèce
- 1968 : La Promenade du dimanche de Georges Michel, mise en scène de l'auteur, Théâtre des Pays de Loire, théâtre d'Aujourd'hui
- 1969 : La Nuit des assassins de José Triana, mise en scène d’Alberto Rody, Théâtre de Tours
- 1969 : Le Bossu de Paul Féval, mise en scène Jean Deschamps, théâtre du Midi, Festival de la Cité, Festivals d'été
- 1969 : Noces de sang de Federico García Lorca, mise en scène Jean Deschamps, théâtre du Midi, Festival de la Cité, Festivals d'été
- 1969 : Noces de sang de Federico García Lorca, mise en scène Raymond Rouleau, théâtre des Célestins
- 1971 : L'Escalier de Silas de Geneviève Serreau, mise en scène Michel Peyrelon, théâtre du Vieux Colombier
- 1971 : Le Chevalier au pilon flamboyant de Francis Beaumont, John Fletcher, mise en scène Aristide Demonico, théâtre Gérard Philipe
- 1973 : Le Long Voyage vers la nuit d'Eugene O'Neill, mise en scène Georges Wilson, théâtre de l'Atelier
- 1975 : Lit cage de Georges Michel, mise en scène Georges Michel, Théâtre de la Cour des Miracles
- 1975 : Hôtel du Lac de François-Marie Banier, mise en scène Andréas Voutsinás, théâtre Moderne
- 1977 : La Nuit de l'iguane de Tennessee Williams, mise en scène Andréas Voutsinás, théâtre des Bouffes-du-Nord
- 1980 : Le Loup-Garou de Roger Vitrac, mise en scène Romain Weingarten, théâtre Saint-Georges
- 1981 : Quelle belle vie quelle belle mort de Dorothy Parker, mise en scène Andréas Voutsinás, Théâtre Daniel Sorano, théâtre 14
- 1981 : La Cerisaie d'Anton Tchekhov, mise en scène Peter Brook, théâtre des Bouffes-du-Nord
- 1982 : La Dernière Nuit de l'été d'Alexeï Arbouzov, mise en scène Yves Bureau, théâtre Édouard-VII
- 1983 : La Cerisaie d'Anton Tchekhov, mise en scène Peter Brook, théâtre des Bouffes-du-Nord
- 1984 : Été d'Edward Bond, mise en scène Michel Dubois, Comédie de Caen, Théâtre de Créteil
- 1984 : La Nuit des assassins de José Triana, mise en scène Philippe Noël, théâtre Déjazet
- 1985 : Au but de Thomas Bernhard, mise en scène Paul-Émile Deiber, théâtre de Boulogne-Billancourt
- 1986 : Le Silence éclaté de Stephen Poliakoff, mise en scène Jean-Paul Roussillon, théâtre de la Madeleine
- 1987 : Allez hop ! de Pascal Rambert, mise en scène de l'auteur, Ménagerie de verre, tournée
- 1988 : Ce que voit Fox de James Saunders, mise en scène Laurent Terzieff, théâtre La Bruyère
- 1989 : Entre nous soit dit d’Alan Ayckbourn, mise en scène Stéphan Meldegg, théâtre La Bruyère
- 1989 : Ce que voit Fox de James Saunders, mise en scène Laurent Terzieff, tournée
- 1990 : Ce que voit Fox de James Saunders, mise en scène Laurent Terzieff, théâtre Hébertot
- 1991 : La Chambre et le temps de Botho Strauss, mise en scène Michel Dubois, Comédie de Caen
- 1992 : Passagères de Daniel Besnehard, mise en scène Andréas Voutsinás, théâtre de la Gaîté-Montparnasse
- 1992 : Quand fera-t-il jour ? de Jean-Jacques Varoujean, mise en scène Geneviève Thénier, théâtre Essaïon
- 1993 : Le Bourgeois gentilhomme de Molière, mise en scène Alain Sachs, Théâtre des Bains Douches Le Havre
- 1993 : Tout va bien d'Isabelle Philippe, mise en scène Jean-François Philippe, Théâtre des Bains Douches Le Havre, théâtre des Nouveautés, tournée 1994
- 1994 : Tchekhov actes III d'Anton Tchekhov, mise en scène Anastasia Vertinskaïa et Aleksandr Kaliaguine, théâtre Nanterre-Amandiers
- 1995 : La Chambre d'amis de Loleh Bellon, mise en scène Jean Bouchaud, Petit Théâtre de Paris
- 1996 : La Chambre d'amis de Loleh Bellon, mise en scène Jean Bouchaud, théâtre des Célestins, tournée
- 1998 : Mon sein gauche de Susan Miller, mise en scène Philippe Noël, Amphithéâtre du Pont-de-Claix, Foyer du théâtre du Palais Royal, tournée 1999, 2000, 2001, 2002, 2004, 2005
- 1999 : Juste la fin du monde de Jean-Luc Lagarce, mise en scène Joël Jouanneau, théâtre Vidy-Lausanne
- 2000 : B.C.B.G. de Jean Bois, mise en scène de l'auteur, La Criée, théâtre de la Madeleine
- 2000 : Juste la fin du monde de Jean-Luc Lagarce, mise en scène Joël Jouanneau, théâtre national de la Colline
- 2002 : Juste la fin du monde de Jean-Luc Lagarce, mise en scène Joël Jouanneau, Comédie de Saint-Étienne, théâtre de Nice
- 2002 : Le Jardin de Perrot de Joëlle Tiano-Moussafir, mise en espace Annie Sinigalia, Neuilly-sur-Seine
- 2002 : Couple ouvert à deux battants de Dario Fo, mise en scène Jean-Paul Tribout, théâtre Rive Gauche, théâtre d'Edgar 1998-1999, Tournée 1998, 1999, 2000, 2001, 2002, 2003, 2004, 2005, 2006, 2007, 2008, 2009
- 2006 : Les Manuscrits du déluge de Michel Marc Bouchard, mise en scène Laurence Renn, théâtre Tristan-Bernard
- 2007 : La Veuve, la couturière et la commère de Charlotte Escamez, mise en scène William Mesguich, théâtre de l'Atalante
- 2009 : L'Habilleur de Ronald Harwood, mise en scène Laurent Terzieff, théâtre Rive Gauche
- 2010 : La Chunga de Mario Vargas Llosa, mise en lecture Armand Éloi, théâtre 13
- 2010 : Lomania de Charlotte Escamez, mise en scène William Mesguich, Ciné 13 Théâtre
- 2011 : Bistro ! de Sylvie Audcoeur, Marie Piton, mise en scène Anne Bourgeois, théâtre de l'Œuvre
- 2012 : Mur d’Amanda Sthers mise en espace Anne Bourgeois théâtre des Mathurins Paris
- 2014 : Les Coquelicots des Tranchées mise en scène de Xavier Lemaire Théâtre la Luna Avignon
- 2014 : Gertrud de Hjalmar Söderberg mise en scène de Jean-Pierre Baro tournée en France et Monfort théâtre Paris
- 2015 : Gertrud de Hjalmar Söderberg mise en scène de Jean-Pierre Baro tournée en France
- 2015 : Noces de Sang de Federico García Lorca mise en scène de William Mesguich, Chêne noir Avignon et tournée en France
- 2016 : Noces de Sang de Federico García Lorca mise en scène de William Mesguich, Chêne noir Avignon et tournée en France
- 2016 : La Nuit des Camisards de Lionnel Astier mise en scène de Gilbert Rouvière, tournée dans les Cévennes
- 2017 : Noces de Sang de Federico García Lorca mise en scène de William Mesguich, Chêne noir Avignon et tournée en France
- 2017, 2018 : La Nuit des Camisards de Lionnel Astier mise en scène de Gilbert Rouvière, tournée dans les Cévennes
- 2019 : Savannah Bay de Marguerite Duras mise en scène de Christophe Thiry théâtre du Lucernaire Paris
- 2019 : Une heure et demi de retard de Gérald Sibleyras mise en espace de Jean-Paul Tribout Festival de Sarlat
- 2020 : Le blues du XXe siècle de Susan Miller mise en espace de Dominique Hollier Théâtre La Bruyère
- 2022 : Les Humains de Stephen Karam, mise en scène Ivan Calbérac, théâtre de la Renaissance

- 3 Saisons au TNP théâtre de Chaillot Georges Wilson, avec entre autres :
- La Folle de Chaillot de Jean Giraudoux
- L'Agression de Georges Michel
- 5 ans de Festivals d'Eté Jean Deschamps, avec entre autres :
- On ne badine pas avec l'amour d'Alfred de Musset
- L'Arlésienne d'Alphonse Daudet
- Œdipe roi de Vercors (écrivain)
- L'Avare de Molière, mise en scène Claude Piéplu, Festival de Carcassonne

## Doublage
- Voix de Gillian Hanna dans le rôle de Mrs. Sowerberry dans Oliver Twist de Roman Polanski
- 2010 : Another Year de Mike Leigh : Gerri (Ruth Sheen)[1]
- 2015 : Tale of the Tales
- 2016 : Mr Turner de Mike Leigh : voix de Ruth Sheen
- 2017 : X Company
- 2017 : Humans
- 2022 : L'immensità

## Radio
- Enregistre de nombreuses dramatiques radio pour France Culture et France Inter

## Auteur
- Auteur de l'adaptation française de Reviens James Dean, reviens de Ed Graczyck, mise en scène par Andréas Voutsinás au Théâtre de la Criée de Marseille et au Théâtre du Rond-Point à Paris.
- Coauteur (avec Alexis Manuel) de l'adaptation française de Mon sein gauche de Susan Miller, mise en scène de Philippe Noël, présenté à l'Amphithéâtre du Pont de Claix à Grenoble dans le cadre de L'Hommage à l'Acteur 1998, puis au Foyer-Théâtre du Palais Royal et en tournée.
- Auteur de paroles de chansons pour Gilles Janeyrand. (Sunset juin 1990, Tourtour décembre 1991-janvier 1992, Sunset mars-juin 1994.)

## Divers
- Assistante d'Andréas Voutsinás pour la mise en scène de plusieurs spectacles et émissions de télévisions.
- Membre du Jury du Festival du Cinéma de Belfort en 1979.
- Membre de la Commission d'Attribution des Subventions aux courts-métrages du Centre national du cinéma et de l'image animée (CNC) sous la présidence de Coline Serreau à partir de 1983 pendant 3 ans.
- Membre de la Commission d'Aide à la Création de la Direction du Théâtre et des Spectacles du Ministère de la Culture de mars 1993 à Juin 2000.
- Membre de la Commission Dramatique de la Société civile pour l'administration des droits des artistes et musiciens interprètes (Adami) de janvier 1992 à décembre 1998.
- Membre du Conseil d'Administration de l'Adami depuis janvier 1999, vice-présidente de janvier 2007 à décembre 2015. Secrétaire générale depuis janvier 2016.
- Intervenante dans différents stages AFDAS et ANPE, ainsi qu'à l'HIDHEC, et dans le cadre du Théâtre des Cinquante.

## Distinctions
- Molières 1989 : Nomination au Molière de la comédienne dans un second rôle pour Entre nous soit dit
- Molières 1995 : Nomination au Molière de la comédienne dans un second rôle pour La Chambre d'amis